# Gustaw Auscaler
Gustaw Auscaler (ur. 31 maja 1917 w Warszawie, zm. 10 listopada 1965 w Izraelu) – polski prawnik-karnista pochodzenia żydowskiego, działacz komunistyczny, w okresie stalinizmu sędzia Sądu Najwyższego oraz rektor Wyższej Szkoły Prawniczej im. Teodora Duracza.

## Życiorys
Należał do Komunistycznego Związku Młodzieży Polski. W czerwcu 1946 wstąpił do Polskiej Partii Robotniczej, a następnie do Polskiej Zjednoczonej Partii Robotniczej. Od 1947 do 1948 był członkiem Komitetu Miejskiego PPR w Bielsku-Białej (wchodził też w skład egzekutywy tego komitetu). W 1947 ukończył studia na Wydziale Prawa i Administracji Uniwersytetu Warszawskiego. W grudniu 1948 został skierowany przez KC PPR do pracy w prokuraturze. Od 1948 do 1949 był wiceprokuratorem Prokuratury Apelacyjnej w Krakowie, a jednocześnie I sekretarzem POP PZPR przy Sądzie Apelacyjnym w Krakowie. W okresie tym przewodniczył także oddziałowi Zrzeszenia Prawników Polskich w tym mieście. Od października 1949 do września 1950 pełnił funkcję zastępcy dyrektora Departamentu Nadzoru Prokuratorskiego w Ministerstwie Sprawiedliwości. W 1949 został lektorem Komitetu Warszawskiego, a od 1951 był lektorem KC PZPR. Od 1950 do 1951 był dyrektorem Departamentu II w Prokuraturze Generalnej.
W lutym 1951 został sędzią Sądu Najwyższego, w którym zasiadał do 1954. Był jednym z trzech sędziów orzekających SN (prócz niego Emil Merz i Igor Andrejew), którzy 20 października 1952 na posiedzeniu odbywającym się w trybie tajnym zatwierdził wyrok kary śmierci na gen. bryg. Augusta Emila Fieldorfa. Od 1951 do 1954 był rektorem Wyższej Szkoły Prawniczej im. Teodora Duracza, działającej następnie jako Ośrodek Doskonalenia Kadr Sędziowskich i Prokuratorskich. Od 1953 do 1956 pracował jako docent w Instytucie Nauk Prawnych Polskiej Akademii Nauk. W 1954 uzyskał stopień doktora nauk prawnych. W tym samym roku został pracownikiem naukowym Instytutu Nauk Społecznych przy KC PZPR. W 1957 został wykluczony z PZPR. W grudniu tego samego roku wyjechał wraz z rodziną do Izraela, gdzie zmienił imię na Szmuel. Pracował następnie jako prokurator rejonowy w Tel Awiwie.

## Publikacje
- Radziecka prokuratura (1950, współautor: Konstantin Pietrowicz Gorszenin)
- Radziecki sąd ludowy (1951, współautor: Konstantin Pietrowicz Gorszenin)
- Stan wyższej konieczności w prawie karnym : zagadnienie legalności i celowości w prawie karnym imperialistycznym a w prawie karnym socjalistycznym (1953)
- Materiały Sesji Naukowej PAN 4-9 lipca 1953 r. (1954, współautor: Jan Wasilkowski)
- O formach zagarnięcia własności społecznej (1956)
- Chuligaństwo. Studia pod red. Jerzego Sawickiego (1956, praca zbiorowa)
- Przestępstwa kierowców w stanie nietrzeźwości (1958)
- Orzecznictwo Sądu Najwyższego z zakresu materialnego prawa karnego (1958)
- Orzecznictwo Sądu Najwyższego z zakresu materialnego prawa karnego, 1945-1957; zbiór analityczny w ujęciu przedmiotowym i artykułowym. Według stanu na dzień 30.6.1957 r. (1958)

## Odznaczenia i ordery
- Krzyż Kawalerski Orderu Odrodzenia Polski (1951)[6]
- Medal 10-lecia Polski Ludowej (1954)[7]